# توران
توران (بالروسية: Туран) هي إحدى مدن روسيا في الكيان الفدرالي الروسي توفا.